# Yasuhikotakia eos
Yasuhikotakia eos és una espècie de peix de la família dels cobítids i de l'ordre dels cipriniformes.

## Morfologia
- Fa 11 cm de llargària màxima.
- Els exemplars joves solen lluir franges verticals i fosques al llarg dels flancs. Alguns exemplars adults poden ésser gairebé negres.
- Presenta una gran taca negrosa al peduncle caudal i papil·les ben desenvolupades a cada costat del llavi inferior.
- Es diferencia de Yasuhikotakia modesta per tindre entre 10 i 11 radis ramificats a l'aleta dorsal (vs. 9).[7][8][9][10][9]

## Alimentació
Menja principalment mol·luscs i, de tant en tant, d'altres invertebrats bentònics.

## Hàbitat i distribució geogràfica
És un peix d'aigua dolça, demersal i de clima tropical (24 °C-28 °C), el qual viu a Àsia: les conques dels rius Mekong, Chao Phraya i Mae Klong a Cambodja, Laos, Tailàndia i el Vietnam. Al riu Dong Nai comparteix el seu hàbitat amb Notopterus notopterus, Barbonymus gonionotus, Barbonymus schwanenfeldii, Opsarius koratensis, Danio albolineatus, Laubuca laubuca, Crossocheilus reticulatus, Cyclocheilichthys apogon, Esomus metallicus, Garra cambodgiensis, Hampala macrolepidota, Lobocheilos melanotaenia, Osteochilus hasseltii, Puntius rhombeus, Puntius brevis, Rasbora aurotaenia, Rasbora paviana, Gyrinocheilus aymonieri, Nemacheilus platiceps, Nemacheilus pallidus, Yasuhikotakia morleti, Lepidocephalichthys hasselti, Mystus mysticetus, Mystus singaringan, Pseudomystus siamensis, Parambassis siamensis i Trichopodus trichopterus.

## Observacions
És una espècie agressiva (tot i que inofensiva per als humans), nocturna, capaç de fer espetecs molt forts mentre s'alimenta i té el costum de dormir de costat. És present de tant en tant en els mercats locals durant l'estació seca i sovinteja en el comerç internacional de peixos d'aquari.